# 方毓棠
方毓棠（1938年—），男，广东普宁人，中华人民共和国政治人物，曾任长沙市政协副主席，湖南省政协主席，第七届全国人大代表，第九届全国政协委员。